# KNVB beker 1976-1977
La Coppa d'Olanda 1976-77 fu la 59ª edizione della competizione.

## Primo turno
10 ottobre 1976.
| Squadra 1       | Risultato   | Squadra 2        |
| --------------- | ----------- | ---------------- |
| Heracles Almelo | 0 - 1       | CVV Germanicus   |
| MVV             | 6 - 0       | IJsselmeervogels |
| RKC Waalwijk    | 3 - 3 (dts) | PEC Zwolle       |
| Veendam         | 1 - 2       | Den Bosch        |
| Vitesse         | 10 - 0      | RVC '33          |
| Volendam        | 2 - 4       | Wageningen       |
| Willem II       | 0 - 0 (dts) | Cambuur          |
| De Zwervers     | 2 - 1       | Noordwijk        |
| Excelsior       | 3 - 2 (dts) | Amersfoort       |
| Dordrecht       | 1 - 0       | Limburgia        |
| FC Vlaardingen  | 2 - 4 (dts) | Groningen        |
| Fortuna Sittard | 4 - 2 (dts) | CVV Rotterdam    |
| Heerenveen      | 2 - 1 (dts) | VV Rheden        |
| Helmond Sport   | 0 - 2       | SVV              |

## Secondo turno
21 novembre 1976
| Squadra 1     | Risultato   | Squadra 2        |
| ------------- | ----------- | ---------------- |
| Haarlem       | 0 - 2       | Roda JC          |
| MVV           | 4 - 1       | De Zwervers      |
| NAC Breda     | 1 - 0       | Heerenveen       |
| PEC Zwolle    | 2 - 0       | Dordrecht        |
| PSV           | 1 - 0       | Fortuna Sittard  |
| SVV           | 1 - 1 (dts) | Willem II        |
| Telstar       | 3 - 1       | Vitesse          |
| Wageningen    | 6 - 1       | CVV Germanicus   |
| AZ Alkmaar    | 1 - 0 (dts) | Sparta Rotterdam |
| FC Amsterdam  | 0 - 0 (dts) | Excelsior        |
| Den Bosch     | 0 - 0 (dts) | Groningen        |
| Den Haag      | 3 - 0       | VVV-Venlo        |
| Twente        | 2 - 1       | Go Ahead Eagles  |
| Utrecht       | 2 - 1       | Ajax             |
| Feyenoord     | 1 - 0 (dts) | Eindhoven        |
| De Graafschap | 2 - 0       | N.E.C.           |

## Ottavi
Giocati tra il 16 e 20 febbraio 1977.
| Squadra 1     | Risultato   | Squadra 2  |
| ------------- | ----------- | ---------- |
| Den Haag      | 1 - 1 (dts) | Excelsior  |
| Twente        | 1 - 0       | Feyenoord  |
| Utrecht       | 0 - 1       | Groningen  |
| De Graafschap | 1 - 2 (dts) | NAC Breda  |
| MVV           | 2 - 1       | Willem II  |
| PEC Zwolle    | 2 - 1 (dts) | Telstar    |
| PSV           | 3 - 2       | Wageningen |
| Roda JC       | 0 - 1 (dts) | AZ Alkmaar |

## Quarti
9 marzo 1977.
| Squadra 1  | Risultato   | Squadra 2  |
| ---------- | ----------- | ---------- |
| Den Haag   | 1 - 1 (dts) | PSV        |
| Groningen  | 1 - 2 (dts) | AZ Alkmaar |
| Twente     | 1 - 0       | NAC Breda  |
| PEC Zwolle | 1 - 0       | MVV        |

## Semifinali
27 aprile 1977.
| Squadra 1  | Risultato   | Squadra 2  |
| ---------- | ----------- | ---------- |
| Twente     | 1 - 0 (dts) | AZ Alkmaar |
| PEC Zwolle | 2 - 1 (dts) | Den Haag   |

## Finale
| Squadra 1 | Risultato   | Squadra 2  |
| --------- | ----------- | ---------- |
| Twente    | 3 - 0 (dts) | PEC Zwolle |

| Nimega 19 maggio 1977                                  | Twente    | 3 – 0 (d.t.s.) | PEC Zwolle |  |
| \| \| \| \| \| Drost Mühren Jeuring \| Marcatori \| \| |           |                |            |  |
|                                                        |           |                |            |  |
| Drost Mühren Jeuring                                   | Marcatori |                |            |  |